# ミッション: ポッシブル
『ミッション: ポッシブル』（韓国語: 미션 파서블）は、2021年2月に公開された大韓民国のアクションコメディ映画。

## あらすじ
カネさえもらえれば何でもする探偵事務所の社長ウ・スハン(キム・ヨングァン)と、情熱あふれる秘密要員ユ・ダヒ (イ・ソンビン) が武器密売事件の解決に向け、任務を遂行していくストーリー。

## キャスティング
- キム・ヨングァン ：ウ・スハン役
- イ・ソンビン ：ユ・ダヒ/ウォン・アイリン役
- オ・デファン ：チョン・フン役
- ソ・ヒョンチョル ：刑事班長役
- チェ・ビョンモ : エージェント役
- キム・テフン ：シン・ギル役